# Kacper Płażyński

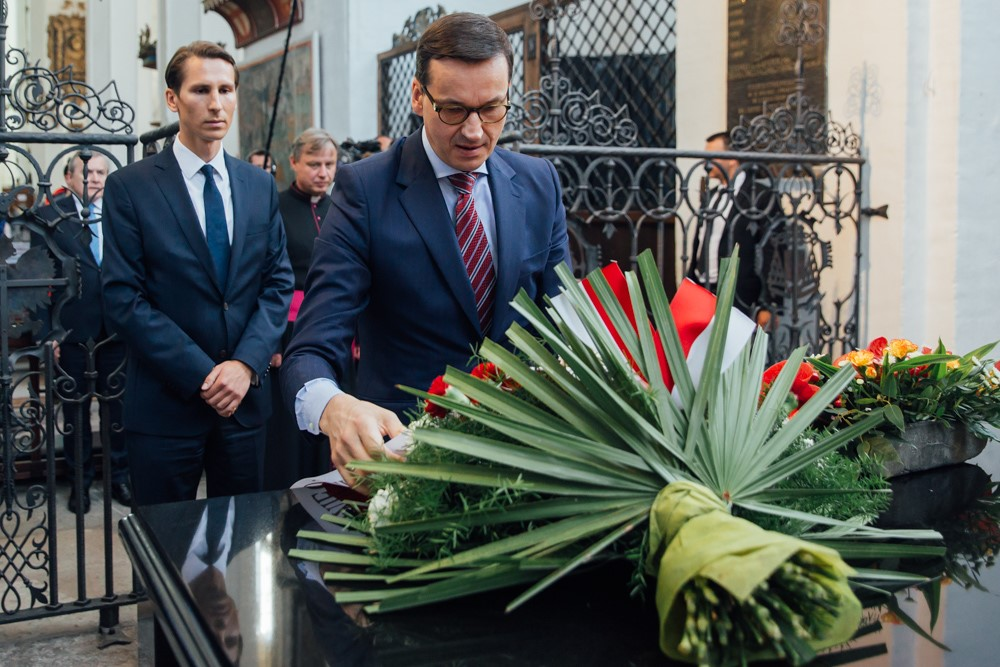
Kacper Płażyński stojący za premierem Mateuszem Morawieckim, który składa kwiaty na sarkofagu Macieja Płażyńskiego

Kacper Maciej Płażyński (ur. 10 maja 1989 w Gdańsku) – polski samorządowiec, adwokat i polityk, poseł na Sejm IX i X kadencji (od 2019). Syn Macieja Płażyńskiego.

## Życiorys

### Wykształcenie i praca zawodowa
Jest absolwentem Szkoły Podstawowej nr 74 im. kardynała Karola Wojtyły w Gdańsku oraz II Liceum Ogólnokształcącego im. Bolesława Chrobrego w Sopocie. Ukończył z tytułem magistra prawo na Wydziale Prawa i Administracji Uniwersytetu Gdańskiego. Przez cztery lata współpracował z różnymi podmiotami gospodarczymi w zakresie obsługi prawnej w Trójmieście. W 2017 został kierownikiem w spółce Energa, gdzie był odpowiedzialny m.in. za opracowanie nowego modelu ładu zarządzania korporacyjnego Grupy Energa. Prowadził własną kancelarię adwokacką w Śródmieściu Gdańska, specjalizującą się w sprawach cywilnych i gospodarczych.

### Działalność polityczna
Po wyborach parlamentarnych w 2015 roku został członkiem partii Prawo i Sprawiedliwość. Krytykował politykę prezydenta Gdańska Pawła Adamowicza i proponował m.in. zniesienie opłat parkingowych w dzielnicy Brzeźno. 26 kwietnia 2018 prezes PiS Jarosław Kaczyński ogłosił, że Kacper Płażyński będzie kandydatem tej partii na prezydenta Gdańska podczas wyborów samorządowych w 2018 roku. Jego hasłem wyborczym było „Gdańsk naszych marzeń”. W drugiej turze tych wyborów przegrał z Pawłem Adamowiczem, uzyskując poparcie 35,2% (70 432 głosy). W tych samych wyborach kandydował również do Rady Miasta Gdańska, otrzymując 9794 głosów oraz mandat radnego VIII kadencji. Został członkiem komisji Strategii i Budżetu oraz Zagospodarowania Przestrzennego Rady Miasta Gdańska. Ponadto pełnił funkcję przewodniczącego klubu radnych Prawa i Sprawiedliwości w Radzie Miasta Gdańska.
W wyborach parlamentarnych w 2019 roku kandydował do Sejmu w okręgu gdańskim z drugiego miejsca na liście Prawa i Sprawiedliwości. Uzyskał mandat poselski, otrzymując 89 384 głosów. 24 października 2019 jego obowiązki przewodniczącego klubu radnych Prawa i Sprawiedliwości w Radzie Miasta Gdańska przejął Kazimierz Koralewski. 13 listopada 2019 został członkiem Komisji do Spraw Unii Europejskiej, której od 2022 roku był przewodniczącym, Komisji Gospodarki Morskiej i Żeglugi Śródlądowej (zastępca przewodniczącego od roku 2021) oraz Komisji Łączności z Polakami za Granicą.
W 2019 był członkiem Rady Europejskiego Centrum Solidarności. We wrześniu tego samego roku zrezygnował z zasiadania w Radzie ECS w sprzeciwie wobec upolitycznienia obchodów rocznicy Sierpnia ’80.
W wyborach parlamentarnych w 2023 z powodzeniem ubiegał się o poselską reelekcję, uzyskując 100 445 głosów. W Sejmie X kadencji został przewodniczącym Komisji Gospodarki Morskiej i Żeglugi Śródlądowej oraz członkiem Komisji do Spraw Unii Europejskiej. Od stycznia 2024 zastępca przedstawiciela polskiego parlamentu do Zgromadzeniu Parlamentarnym Rady Europy.  W październiku tego samego roku wszedł w skład komitetu wykonawczego PiS.

### Działalność społeczna
Od wielu lat działa społecznie. Należy do kilku stowarzyszeń, m.in. kultywującego pamięć o bohaterach antykomunistycznej opozycji Stowarzyszenia „Godność”. Jest inicjatorem powołania Komitetu Społecznego „Gedania - STOP bezprawiu na historycznych terenach”, którego celem jest przywrócenie historycznych terenów klubu sportowego Gedania mieszkańcom Gdańska, jako miejsca sportu i symbolu działań Polaków w Wolnym Mieście Gdańsk.
W ramach pomocy prawnej pro publico bono występuje w obronie słabszych, m.in. reprezentuje mieszkańców kamienicy sprzedanej wraz z lokatorami prywatnemu inwestorowi, niesłusznie zwolnioną dyscyplinarnie pracownicę sieci handlowej Biedronka, kierowców w tzw. aferze parkingowej. Wszedł w skład rady Fundacji Dla Gdańska i Pomorza.

## Życie prywatne
Jest synem byłego marszałka Sejmu Rzeczypospolitej Polskiej Macieja Płażyńskiego, który zginął w katastrofie smoleńskiej w 2010 roku oraz Elżbiety Płażyńskiej (sędzi Sądu Okręgowego w Gdańsku). Jest prawnukiem Maksymiliana Płażyńskiego, żołnierza 1 Pułku Ułanów Legionów Polskich, a następnie oficera 17 Pułku Ułanów Wielkopolskich. Ma dwoje rodzeństwa: Jakuba (ur. 1984) i Katarzynę (ur. 1986). 
Jest żonaty z Natalią Nitek-Płażyńską, którą w 2018 roku poślubił w bazylice Mariackiej. Małżeństwo ma trójkę dzieci.

## Wyniki wyborcze
| Wybory | Komitet wyborczy    | Komitet wyborczy       | Organ             | Okręg             | Wynik           |
| ------ | ------------------- | ---------------------- | ----------------- | ----------------- | --------------- |
| 2018   |                     | Prawo i Sprawiedliwość | Prezydent Gdańska | Prezydent Gdańska | 62 594 (29,68%) |
| 2018   | 70 432 (35,20%)     | Prawo i Sprawiedliwość | Prezydent Gdańska | Prezydent Gdańska |                 |
| 2018   | Rada Miasta Gdańska | Prawo i Sprawiedliwość | nr 2              | 9794 (20,56%)     |                 |
| 2019   | Sejm IX kadencji    | Prawo i Sprawiedliwość | nr 25             | 89 384 (16,90%)   |                 |
| 2023   | Sejm X kadencji     | Prawo i Sprawiedliwość | nr 25             | 100 445 (16,30%)  |                 |